# Carpenter Rocks Conservation Park
Carpenter Rocks Conservation Park är en park i Australien. Den ligger i delstaten South Australia, omkring 370 kilometer sydost om delstatshuvudstaden Adelaide.
Runt Carpenter Rocks Conservation Park är det mycket glesbefolkat, med 2 invånare per kvadratkilometer.. 
Genomsnittlig årsnederbörd är 870 millimeter. Den regnigaste månaden är juli, med i genomsnitt 146 mm nederbörd, och den torraste är februari, med 14 mm nederbörd.